# Los Aguirre
Los Aguirre är en ort i Mexiko.   Den ligger i kommunen Allende och delstaten Nuevo León, i den centrala delen av landet, 700 km norr om huvudstaden Mexico City. Los Aguirre ligger 364 meter över havet och antalet invånare är 110.
Terrängen runt Los Aguirre är platt. Runt Los Aguirre är det ganska glesbefolkat, med 32 invånare per kvadratkilometer. Närmaste större samhälle är Montemorelos, 19,6 km sydost om Los Aguirre. Trakten runt Los Aguirre består i huvudsak av gräsmarker.